# Helga Radtkeová
Helga Radtkeová (* 15. května 1962, Sassnitz) je bývalá východoněmecká a později německá atletka, jejíž specializací byl skok daleký.
V roce 1979 získala na juniorském mistrovství Evropy v polské Bydhošti zlatou medaili. Na začátku 90. let se začala věnovat též trojskoku, mj. vybojovala stříbro na halovém ME 1990 ve skotském Glasgow a bronz o dva roky později na HME v italském Janově.
V roce 1992 reprezentovala na letních olympijských hrách v Barceloně, kde se však neprobojovala z kvalifikace do finále skoku dalekého.